# メガネドラッグ
株式会社メガネドラッグは、東京都大田区に本社を置くメガネやコンタクトレンズなどを販売するチェーン店を運営する企業。メガネをかけた桃太郎のキャラクター「モモちゃん」がマスコットキャラクター。東京都を中心に関東地区で約80店舗を展開。

## 社名の由来
神戸市で薬局を経営していた創業者・森野茂（もりの しげる）は、同業のディスカウンター（安売り業者）に小売業の洗礼を受け上京、1961年（昭和36年）、東京・蒲田で現在でいうドラッグストア形式の薬局を開業する。ある日、森野は資料に目を通している際、字がぼやけて見づらいことに気づく。自宅近所のメガネ店でメガネの値引きを交渉するが、断られた。そこで森野はメガネの流通ルートを調査して利益が大きい業種だと知り、自ら経営する薬局で他店より安いメガネの販売を始める。森野の薬局で販売するメガネは他店より安い4-5割引で売られ、買物客に好評だった。しかし他のメガネ専門店からクレームが森野のもとに舞い込み、森野は薬局からメガネ専門店に業態転換することを決意。屋号は森野の提案で薬局からメガネを売り出したことから社名でもある「メガネドラッグ」とした。

## 沿革
- 1972年 - 会社設立。
- 1973年 - 1号店（新橋店）オープン。
- 1975年 - メガネ業界最大の池袋本店オープン。
- 1986年 - MOMOシステムの受注を開始。
- 1988年 - 森野義男が代表取締役社長に就任。

## 主なシステム
- コンタクト室
- NEW E・MOMOシステム

## キャラクター
メガネドラッグのマスコットキャラクターは桃太郎の『モモちゃん』。当初、高価が常識だったメガネ業界にあって安く売るためにも、鬼退治の意味合いもこめて登場した。各店舗にも看板として人形が置かれているが、それぞれ正面ではなく横向きになっている。背中には『信用』の文字が書かれており、また『信用第一 忘れずに』の幟を持っている。
またメガネドラッグの店頭看板やパンフレットなどについているモモちゃんの顔は右向きと左向きがある。
フジテレビ系のテレビ番組「トロイの木馬」において、サハリンから流氷に乗り北海道を目指す企画「流氷ダービー」にモモちゃん人形が「出演」したことがある。途中で幟を失い、最終的に他の「選手」共々行方不明という結果に終わった。

## 社訓・社風
売上を競うよりサービスを競え
メガネドラッグの社訓は「売上を競うより サービスを競え」である。メガネドラッグは小売店でありながら売り上げ重視ではなくサービス精神を養うことをモットーとしており、毎日メガネを求めに来店する御客様に喜びと感謝の気持ちをサービスという形で提供することに力を入れている。つまり「信用という財産を増やすことができる」と考え、この社訓を各店舗とも店内に掲示している。
メガネを売る者はメガネを知るべき
創業時から社の方針で社員は全員メガネをかけており、顧客に寄り添うために、「メガネを売る者はメガネを知るべき」のもと、社長の森野以下、全社員にメガネが支給されており、勤務中の着用が義務付けられている。

## 広告活動

### テレビCM
関東ローカルで番組提供およびスポットCMを流している。
『隣組』のメロディに乗せた「♪メンメン、メガネのよいメガネ」のフレーズが印象的な、『モモちゃん』をはじめとする一行のアニメCMで1974年から放映されている。『モモちゃん』と、お供の猿、雉、犬がそれぞれ「メガネドラッグ」「よいメガネ」の幟を持って行進。CM開始当初から、モモちゃん一行は画面横方向に行進していたが、2006年放送の創立35周年特別バージョンでは初めて正面から悠々と行進をする形となり、これまでの幟に代わり「これからも快適・安心」の横断幕が掲げられた。また、正面から行進するバージョンでは節目を祝うかのように、紅白の紙吹雪が舞っている。ちなみに、このアニメCMの原画は松本光平が手がけている。
CMソングは小林亜星が編曲し、大和田りつこが歌っている。元々の歌詞は「5割引」を強調する内容だったが、この表現が誇大広告として問題になり、「5割引」の部分を「よいメガネ」に改変している。歌詞は「ハイテク時代のよいメガネ」「メガネもレンズもよいメガネ」と時代のニーズに合わせている。1980年代末期までは歌詞字幕がついていたが、1990年代以降は歌詞表示を止めて別映像を流す仕組みに変わり、CM中に「店内明るく…よいメガネ」などのナレーションが入る仕組みとなった。なお、CMのナレーションは大森章督と前田このみが担当している。なお、CMのチーフプロデューサーは共同テレビジョンCMアドコンテンツ部長の渡邉登が担当した。
大村崑が「やっぱりメガネドラッグはいいですね!」と言うCMもあった。
なお2006年放送の創立35周年特別バージョンでは「ベストサービス宣言」がキャッチコピーとなった。
1990年前後にはイメージの路線変更を狙い桃太郎のアニメーションを中止、店員に扮する役者と客に扮する役者のかけあいによるショートコントスタイルが放映され、「キミの瞳にバキューン」「なんでも透けて見えるメガネ下さい」など、いくつかのバージョンが存在したが不評であったため、いずれも短期間でお蔵入りとなった。CM内では当時男性社員に一時的に採用されていたユニフォームである淡いブルーのジャケットというレアアイテムも見ることができる。
中京圏で放映しているメガネプラザのCMと類似しているほか、歌詞に「めんめんめがね」と練りこまれているのが共通点である。

### 提供番組
いずれも過去（全て関東ローカル）。
- 日本テレビ
  - 魔法のスターマジカルエミ
  - 魔法のアイドルパステルユーミ
  - 戦え!超ロボット生命体トランスフォーマー2010
  - シティーハンター（再放送）
  - アニメストリート（アニメ再放送枠）
  - Oha!4 NEWS LIVE（天気コーナー）[4]
- TBSテレビ
  - まんがはじめて物語
  - まんがどうして物語
  - まんがなるほど物語
  - 新まんがなるほど物語
  - まんがはじめて面白塾
  - JNNニュース（平日昼枠）
  - JNNニュースの森
- フジテレビ
  - FNNスーパータイム
  - ひらけ!ポンキッキ（番組後半スポンサー[5]）
  - もりもりぼっくん
- テレビ朝日
  - 平日アニメ再放送枠（1980年代、平日17時台）
- テレビ東京
  - おはようスタジオ

など